# West Monroe
West Monroe est une ville de la paroisse d'Ouachita, en Louisiane, aux États-Unis,.
Elle est située en bordure de la rivière Ouachita, à proximité de Monroe : les deux villes sont souvent appelées les villes jumelles du nord-est de la Louisiane.

## Source de la traduction
- (en) Cet article est partiellement ou en totalité issu de l’article de Wikipédia en anglais intitulé « West Monroe, Louisiana » (voir la liste des auteurs).